# 2-pentanol
2-pentanolul (IUPAC: alcool sec-amilic) este un compus organic cu formula chimică C5H12O. Este unul dintre izomerii pentanolului.

## Obținere
2-pentanolul poate fi obținut în urma reacției de hidratare a pentenei